# Leszek Błażyński
Leszek Błażyński, född den 5 mars 1949 i Ełk, Polen, död 6 augusti 1992 i Katowice, Polen, var en polsk boxare som tog OS-brons i flugviktsboxning 1972 i München och igen i flugviktsboxning 1976 i Montréal. 1992 tog han sitt liv.